# 徐德操
徐德操（1914年—1974年），中国人民解放军将领、中国人民解放军开国少将。
曾任工程兵副司令员。1955年，授予中国人民解放军少将。